# Lombard Street, London

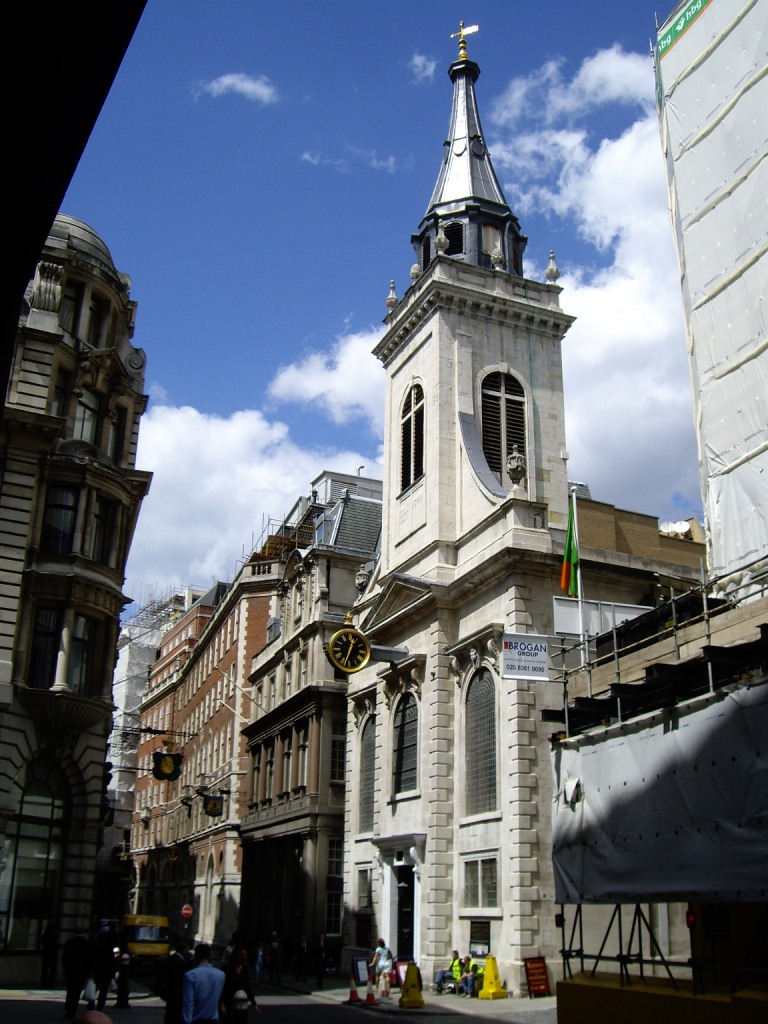
Lombard Street

Lombard Street är en gata i London, vid vilken ett stort antal av Storbritanniens främsta bankinstitut är belägna.
Lombard Street används som ett uttryck för Londons penning- och kapitalmarknad, ungefär som Wall Street är i New York.